# زدنا هرفورتووا
زدنا هرفورتووا (چکی: Zdena Herfortová؛ زادهٔ ۸ اکتبر ۱۹۴۵) بازیگر اهل جمهوری چک است.
از فیلم‌ها یا برنامه‌های تلویزیونی که وی در آن نقش داشته‌است، می‌توان به زندگی گلگون و ساختمان پزشکان در باغ رز اشاره کرد.